# کابوا
کابوا (به هلندی: Cabauw) یک منطقهٔ مسکونی در هلند است که در لوپیک واقع شده‌است. کابوا ۷۳۰ نفر جمعیت دارد.